# Tahlia McGrath
Tahlia May McGrath (* 10. November 1995 in Adelaide, Australien) ist eine australische Cricketspielerin, die seit 2016 für die australische Nationalmannschaft spielt.

## Aktive Karriere
Ihr Debüt in der Nationalmannschaft gab sie im November 2016 bei der Tour gegen Südafrika im vierten WODI. Nachdem sie die Nominierung für den Women’s Cricket World Cup 2017 verpasst hatte, war sie das nächste Mal in der Nationalmannschaft in der Saison 2017/18 bei der Tour gegen England. Dort absolvierte sie auch ihren ersten WTest. Daraufhin wurde sie zunächst nicht mehr ins Team berufen und kam erst im Jahr 2020 zurück und erhielt im April 2020 einen zentralen Vertrag des Verbandes. Bei der Tour gegen Indien im September 2021 konnte sie im zweiten WODI ihr erstes Fifty über 74 Runs und beim Bowling 3 Wickets für 45 Runs erzielen. Auch gab sie bei der Tour ihr Debüt im WTwenty20-Cricket und konnte im zweiten (42* Runs) und dritten (44* Runs) jeweils die Auszeichnung als Spielerin des Spiels erringen und wurde daraufhin als Spielerin der Serie ausgezeichnet. Im Januar 2022 bestritt sie dann die Tour gegen England. Im ersten WTWenty20 konnte sie 91* Runs am Schlag und 3 Wickets für 26 Runs im Bowling erzielen und wurde dafür als Spielerin des Spiels ausgezeichnet. Im WTest konnte sie ein Fifty über 52 Runs erzielen. Im zweiten WODI konnte sie 3 Wickets für 4 Runs erreichen. Beim Women’s Cricket World Cup 2022 war ihre beste Leistung ein Fifty über 57 Runs in der Vorrunde gegen Neuseeland.
Im Sommer erzielte sie bei einem Drei-Nationen-Turnier in Irland gegen den Gastgeber ein Fifty über 70 Runs. Bei den Commonwealth Games 2022 erzielte sie zunächst 3 Wickets für 13 Runs gegen Barbados. Im darauffolgenden Spiel gegen Pakistan gelangen ihr dann nicht nur 3 ickets für 13 Runs im Bowling, sondern auch ein Fifty über 78* Runs am Schlag.